# Société générale de tramways
La Société générale de tramways est créée à Bruxelles le 14 août 1874. Le capital est de 6 millions de Francs. Il est fourni par la Banque de Bruxelles et la Banque de Commerce et d'Industrie. Cette dernière se désiste en 1875, au profit de la Banque de Paris et des Pays-Bas.
En 1882 la Société générale de tramways fusionne avec la Société générale des chemins de fer économiques.

## Activités
- Création des Tramways de Turin (Société Belge-Turinoise de Tramways) , convention des 2 et 5 octobre 1874 avec la ville de Turin,
- Création des Tramways de Naples (Société anonyme des Tramways Napolitains), constituée le 13 juillet 1875[2];
- Tramways de Trieste; (Société de Tramways de Trieste)  créée en 1876;
- Tramways d'Elberfeld; (Société anonyme des Tramways de Barmen à Elberfeld), constituée le 15 mars 1876;
- Tramways de Florence (Société anonyme Les Tramways florentins), constituée le 12 novembre; 1880[3]
- Chemin de fer Bari-Barletta (Société anonyme des chemins de fer Bari-Barletta  et extensions) en 1883[4];